# Japan Football League 2001
Die Japan Football League 2001 war die dritte Spielzeit der japanischen Japan Football League. An ihr nahmen sechzehn Vereine teil. Die Saison begann am 1. April und endete am 18. November 2001. Honda Motors errang den Meistertitel. Weil kein Team die Anforderungen für eine J.-League-Zulassung erfüllen konnte, gab es keine Aufsteiger.

## Modus
Im Verlauf der Saison spielten die Vereine ein einfaches Doppelrundenturnier gegeneinander. Im Gegensatz zur Vorsaison wurde die Verlängerung bei Gleichstand nach 90 Minuten abgeschafft. Für einen Sieg gab es drei Punkte; bei einem Unentschieden gab es für jede Mannschaft einen Zähler. Die Tabelle einer jeden Halbserie wurde also nach den folgenden Kriterien erstellt:
1. Anzahl der erzielten Punkte
2. Tordifferenz
3. Erzielte Tore
4. Ergebnisse der Spiele untereinander
5. Entscheidungsspiel oder Münzwurf

Es war kein Abstieg in die Regionalliga vorgesehen. Für den Aufstieg in die J. League Division 2 2002 kamen nur Vereine in Frage, die sportliche und wirtschaftliche Kriterien erfüllten und einer finalen Überprüfung durch die J. League standhielten.

## Teilnehmer
Insgesamt nahmen sechzehn Mannschaften an der Saison teil. Unter diesen befanden sich nach der Aufnahme von Yokohama FC am Ende der vorherigen Spielzeit gleich fünf neue Vereine. Zwei von ihnen, Sagawa Express Tōkyō SC und YKK SC, qualifizierten sich dabei über die Regionalliga-Finalrunde auf sportlichen Wege, die übrigen drei Mannschaften, NTT West Kumamoto SC, SC Tottori und Ehime FC, wurden auf Empfehlung des Amateurfußballverbandes in die Liga aufgenommen.
In weiteren Änderungen änderte FC KYOKEN seinen Namen in FC KYOKEN Kyōto.
| Verein                        | Stadt/Region                        | Bemerkungen                                            |
| ----------------------------- | ----------------------------------- | ------------------------------------------------------ |
| ALO's Hokuriku                | Toyama, Toyama                      |                                                        |
| DENSO FC                      | Kariya, Aichi                       |                                                        |
| Ehime FC                      | Matsuyama, Ehime                    | Auf Empfehlung des Amateurfußballverbandes aufgenommen |
| Honda Motors                  | Hamamatsu, Shizuoka                 |                                                        |
| Jatco TT FC                   | Östliche Präfektur Shizuoka um Fuji |                                                        |
| Kokushikan University SC      | Machida, Tokio                      |                                                        |
| FC KYOKEN Kyōto               | Kyōto, Kyōto                        |                                                        |
| NTT West Kumamoto SC          | Kumamoto, Kumamoto                  | Auf Empfehlung des Amateurfußballverbandes aufgenommen |
| Ōtsuka Pharmaceutical SC      | Tokushima, Tokushima                |                                                        |
| Sagawa Express Tōkyō SC       | Tokio                               | Meister der Regionalligen-Finalrunde 2000              |
| Shizuoka Sangyō University SC | Shizuoka, Shizuoka                  |                                                        |
| Sony Sendai FC                | Tagajō, Miyagi                      |                                                        |
| Tochigi SC                    | Utsunomiya, Tochigi                 |                                                        |
| SC Tottori                    | Yonago, Tottori                     | Auf Empfehlung des Amateurfußballverbandes aufgenommen |
| YKK SC                        | Kurobe, Toyama                      | Zweitplatzierter der Regionalligen-Finalrunde 2000     |
| Yokogawa Denki SC             | Musashino, Tokio                    |                                                        |

## Statistik

### Tabelle
| Pl.                    | Verein                        | Sp. | S  | U | N  | Tore    | Diff. | Punkte |
| ---------------------- | ----------------------------- | --- | -- | - | -- | ------- | ----- | ------ |
| 1.                     | Honda Motors                  | 30  | 22 | 5 | 3  | 074:190 | +55   | 71     |
| 2.                     | Ōtsuka Pharmaceutical SC      | 30  | 21 | 5 | 4  | 078:350 | +43   | 68     |
| 3.                     | Jatco TT SC                   | 30  | 20 | 5 | 5  | 065:360 | +29   | 65     |
| 4.                     | Sagawa Express Tōkyō SC (N)   | 30  | 19 | 5 | 6  | 060:230 | +37   | 62     |
| 5.                     | DENSO SC                      | 30  | 17 | 3 | 10 | 070:540 | +16   | 54     |
| 6.                     | YKK SC (N)                    | 30  | 15 | 5 | 10 | 053:390 | +14   | 50     |
| 7.                     | Yokogawa Denki SC             | 30  | 12 | 5 | 13 | 037:540 | −17   | 41     |
| 8.                     | NTT West Kumamoto SC (N)      | 30  | 10 | 7 | 13 | 055:620 | −7    | 37     |
| 9.                     | Shizuoka Sangyō University SC | 30  | 11 | 4 | 15 | 041:590 | −18   | 37     |
| 10.                    | Kokushikan University SC      | 30  | 10 | 6 | 14 | 047:530 | −6    | 36     |
| 11.                    | FC KYOKEN Kyōto               | 30  | 9  | 7 | 14 | 039:460 | −7    | 34     |
| 12.                    | Ehime FC (N)                  | 30  | 9  | 6 | 15 | 039:430 | −4    | 33     |
| 13.                    | Tochigi SC                    | 30  | 9  | 5 | 16 | 028:460 | −18   | 32     |
| 14.                    | Sony Sendai FC                | 30  | 9  | 5 | 16 | 042:630 | −21   | 32     |
| 15.                    | ALO's Hokuriku                | 30  | 4  | 7 | 19 | 028:570 | −29   | 19     |
| 16.                    | SC Tottori (N)                | 30  | 2  | 2 | 26 | 023:900 | −67   | 08     |
| Stand: Ende der Saison |                               |     |    |   |    |         |       |        |

| (N) | Aufsteiger aus der Regionalliga 2000: Sagawa Express Tōkyō SC, YPP SC, NTT West Kumamoto SC, SC Tottori, Ehime FC |